# Copa Gordon Bennett (automovilismo)

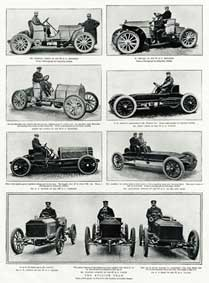
Desplegable de un Magazine mostrando tres de los equipos de la Copa Gordon Bennett en 1903: Mercedes -Alemania- (arriba); Winton y Peerles -EE. UU.- (en medio) y Napier -Reino Unido- (abajo)

La Copa Automovilística Gordon Bennet fue una de las tres Copas Gordon Bennett establecidas por James Gordon Bennett, Jr., millonario estadounidense propietario del diario New York Herald. En 1899 Bennett ofreció al Automóvil Club de Francia (ACF) un trofeo para ser disputado por los clubes automovilísticos de varios países. El trofeo fue otorgado anualmente desde 1900 hasta 1905, después de que el ACF celebrara el primer evento de Gran Premio en el Circuito de la Sarthe, en Le Mans.
La edición de 1903 en Irlanda dio origen al clásico color verde tradicionalmente utilizado por los coches de carreras británicos, el British racing green.

## Copa Gordon Bennett
Las carreras automovilísticas de la Copa Gordon Bennett atrajeron participantes de toda Europa, incluyendo al futuro aviador Henri Farman, y competidores de los Estados Unidos como Alexander Winton conduciendo su Winton automobile. De acuerdo con las reglas establecidas, las sucesivas carreras fueron organizadas en el país del ganador del año anterior.
Como las pruebas se disputaban entre equipos nacionales, se decidió organizar y normalizar los colores de competición de cada país. El conde Eliot Zborowski, padre de la leyenda de las carreras del periodo de entreguerras Louis Zborowski, sugirió que a cada participante nacional se le asignara un color diferente. Gran Bretaña tuvo que elegir un color diferente de los habituales rojo, blanco y azul de su bandera, debido a que estos colores ya habían sido elegidos por EE. UU., Alemania y Francia respectivamente (Italia no adoptó su famoso Rosso Corsa hasta que un Itala de color rojo ganó la carrera Pekín - París en 1907).
La elección del color verde por el equipo británico generalmente es considerada como una muestra de agradecimiento a Irlanda, donde se disputó la Copa Gordon Bennett de 1903 (la competición era ilegal en las carreteras públicas británicas). Los británicos adoptaron el color verde denominado shamrock green (véase verde trébol o irlandés) que después sería conocido como el British racing green, aunque el Napier que ganó en 1902 había sido pintado de verde oliva, tradicionalmente utilizado como un color apropiado para locomotoras y maquinaria, productos en los que Gran Bretaña había liderado el mundo durante el siglo anterior.

### Copa Gordon Bennett 1900
La carrera internacional de automóviles entre París a Lyon de la Copa Gordon Bennett se llevó a cabo el 14 de junio de 1900. La salida de París se hizo a las 3 de la mañana y Charron fue el primero en alcanzar la meta en Lyon, llegando a las 12:23 p. m., mientras que M. Girardot terminó segundo entrando a las 2 en punto.

### Copa Gordon Bennett 1901
En 1901 la carrera de la Copa Gordon Bennett se llevó a cabo conjuntamente con la carrera París-Burdeos el 29 de mayo, sobre una distancia de 527,1 km. La carrera fue ganada por Henri Fournier conduciendo un Mors, con un tiempo de 6h 10m 44s. El primero de los concursantes de la Copa Gordon Bennett fue Leonce Girardot, conduciendo un Panhard, con un tiempo de 8h 50m 59s.

### Copa Gordon Bennett 1902
La edición de 1902 de la Copa Gordon Bennett se disputó sobre una distancia de 565 km entre París a Innsbruck,  de forma conjunta con la carrera de automóviles París-Viena. La prueba comenzó en París el 26 de junio. Compitieron 30 coches pesados, 48 coches ligeros, seis voiturettes, tres motocicletas y tres ciclomotores. A cada nación se le permitió inscribir hasta tres coches para competir por la Copa Gordon Bennett, pero solo se recibieron seis solicitudes, tres francesas y tres británicas. El Automóvil Club de Gran Bretaña anunció que el coche N.º 160 conducido por el Sr. White, y el coche N.º 45, fabricado en Londres por Napier & Son y equipado con neumáticos Dunlop, conducido por Selwyn Edge, representarían al club. The Times anunció el 30 de junio que Edge había ganado la Copa Gordon Bennett. Poco después, se anunció desde Viena que el 1 de julio Marcel Renault había ganado la carrera París-Viena, con M. Henri Farman en segundo lugar.

### Copa Gordon Bennett 1903

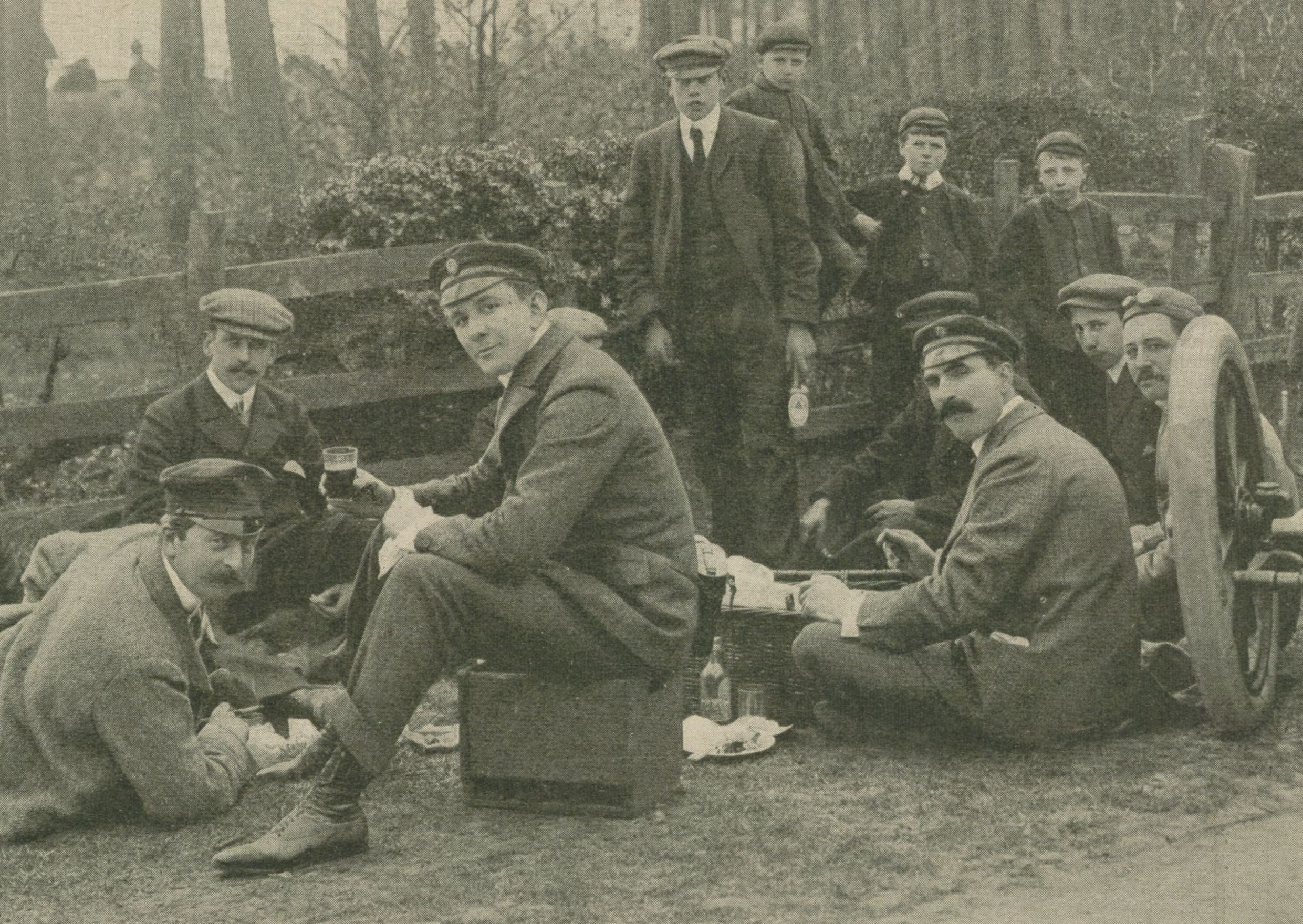
Equipo inglés Napier, antes de la Copa Gordon Bennett de 1903 (izquierda a derecha: J. J. R. Stocks, Ch. Jarrott y S.F. Edge).

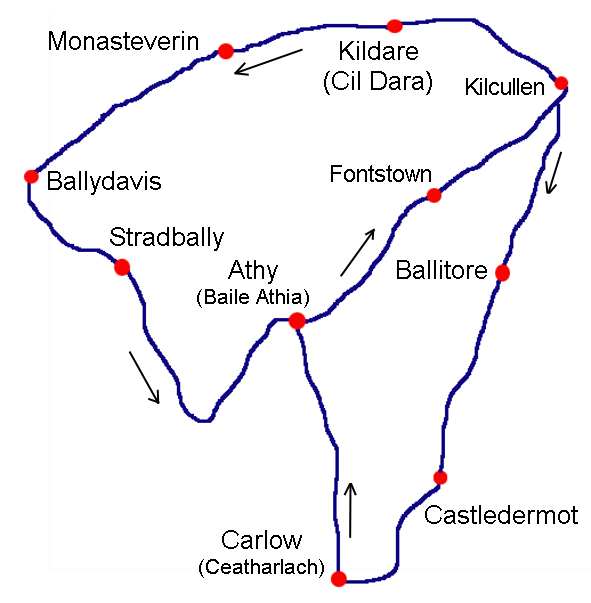
Mapa del Circuito del Gordon Bennett Trophy de 1903.

El jueves 2 de julio de 1903, la Copa Gordon Bennett fue la primera carrera internacional de vehículos a motor celebrada en Irlanda, un reto honorífico para Selwyn Edge, que había ganado el evento de 1902 en la carrera París-Viena conduciendo un Napier. El Royal Automobile Club quería que la carrera se celebrara en las islas británicas, y su secretario, Claude Johnson, sugirió Irlanda como sede porque las carreras eran ilegales en las carreteras británicas. El editor del Dublin Motor News, Richard J. Mecredy, sugirió una zona en el Condado de Kildare, y se enviaron cartas a 102 diputados y 90 pares irlandeses, 300 periódicos, 34 presidentes de consejos de condados y municipios, 34 secretarios de condados, 26 alcaldes, 41 empresas ferroviarias, 460 hoteleros, 13 parroquias más al obispo de Kildare y Leighlin, Patrick Foley, quien se pronunció a favor. Incluso se promulgó una reforma legislativa, plasmándose el 27 de marzo de 1903 con la aprobación de la Ley de Locomotoras Ligeras (Irlanda). Kildare y otros consejos locales emitieron algunas objeciones sobre sus áreas, mientras que el Condado de Laois declaró: "Que se darán todas las instalaciones y se colocarán las carreteras a disposición de los automovilistas durante la carrera propuesta". Finalmente Kildare fue el elegido, en parte porque la rectitud de sus carreteras mejoraría la seguridad de la prueba. Como un elogio a Irlanda, el equipo británico eligió competir con el color verde denominado Shamrock green (verde trébol o irlandés), que sería conocido como British racing green, aunque el Napier que ganó en 1902 había sido pintado de color verde oliva.
Hubo una preocupación pública considerable por la seguridad después de la carrera París-Burdeos de 1901, en la que al menos ocho personas habían muerto, y los graves accidentes del 24 de mayo de 1903 en la carrera París-Madrid (donde más de 200 coches competían sobre una distancia de 800 millas (1287 km)), que obligaron a detener la prueba en Burdeos. Para disipar estos miedos, la carrera de 1903 se llevó a cabo en un circuito cerrado que había sido cuidadosamente preparado para el evento, y fue organizado por 7.000 policías asistidos por tropas y mayordomos del club, con instrucciones estrictas para mantener a los espectadores fuera de las carreteras y lejos de las curvas cerradas La ruta consistía en dos bucles que componían una figura en forma de ocho. El primer bucle medía 52 millas, pasando por Kilcullen, Curragh, Kildare, Monasterevin, Ballydavis, Stradbally y Athy; seguido del segundo bucle de 40 millas a través de Castledermot, Carlow, y Athy de nuevo. La carrera comenzó en las carreteras de Ballyshannon (53°05′07″N 6°49′12″O / 53.0853, -6.82) cerca de Calverstown.
El cronometrador oficial de la carrera fue T. H. Woolen del Automobile Club de Gran Bretaña e Irlanda. Noventa y un cronógrafos para tomar los tiempos de la carrera fueron suministrados por la firma anglo-suiza Stauffer Son & Co. de La Chaux-de-Fonds y Londres. Los competidores comenzaron a intervalos de siete minutos y tuvieron que seguir a unas bicicletas por las "zonas de control" de cada ciudad.
La prueba de 328 millas (528 km) fue ganada por el famoso piloto belga Camille Jenatzy, conduciendo un Mercedes con los colores alemanes.

### Copa Gordon Bennett 1904
The Times informó que la carrera automovilística Gordon Bennett de 1904 tendría lugar en Alemania el 17 de junio sobre 342 millas (550,4 km), consistente en cuatro vueltas sobre un circuito en el barrio de Homburg. Desde Saalburg, el recorrido se dirigía al norte hasta Usingen, donde había un control (una zona habitada o construida donde los coches tuvieron que viajar lentamente bajo la supervisión de los funcionarios de la carrera) y luego a través de Graefenwiesbach a Weilburg, donde había un segundo punto de control,  y a continuación de Allendorf y Obertiefenbach a Limburg. Esta sección fue comentada como la mejor parte de la carrera para circular a alta velocidad, y en la práctica algunos coches alcanzaron 150 km/h (93,2 mph). En Limburgh había otro control, pasando acto seguido por Kirberg hacia Neuhof, donde había una curva muy peligrosa, y luego a Idstein, donde había otro control. Luego pasaba por Glashuetten hasta Koenigstein (control), más adelante por Friedrichshof y Oberursel (control) hasta Homburg (control), y por fin de regreso a Saalburg.
El Barón von Molitor del Club Alemán del Automóvil, el titular oficial, y el Sr. Tampier del Club del Automóvil Francés, que era el cronometrador, fueron los oficiales. Los cronógrafos para la toma de tiempos del evento fueron suministrados por la firma anglo-suiza Stauffer Son & Co. Oficiales de los otros países competidores también estuvieron presentes.
En esta edición se inscribieron 18 equipos, incluyendo tres británicos. El primer coche salió de Saalburg a las 7 a. m.. El ganador fue Léon Théry del equipo de Francia, que logró completar las cuatro vueltas en 5 h 50 min 3 s, a una velocidad media de 58,62 mph (94,3 km/h). Jenatzy quedó en segundo lugar, conduciendo un Mercedes. El único competidor británico colocado fue Girling, conduciendo un Wolseley. El australiano S.F. Edge (ganador en 1902), volvió a conducir un Napier, y se informó de que había mantenido una buena posición durante las dos primeras vueltas, pero fue descalificado en la tercera vuelta después de recibir asistencia externa debido a problemas de neumáticos.

### Copa Gordon Bennett 1905

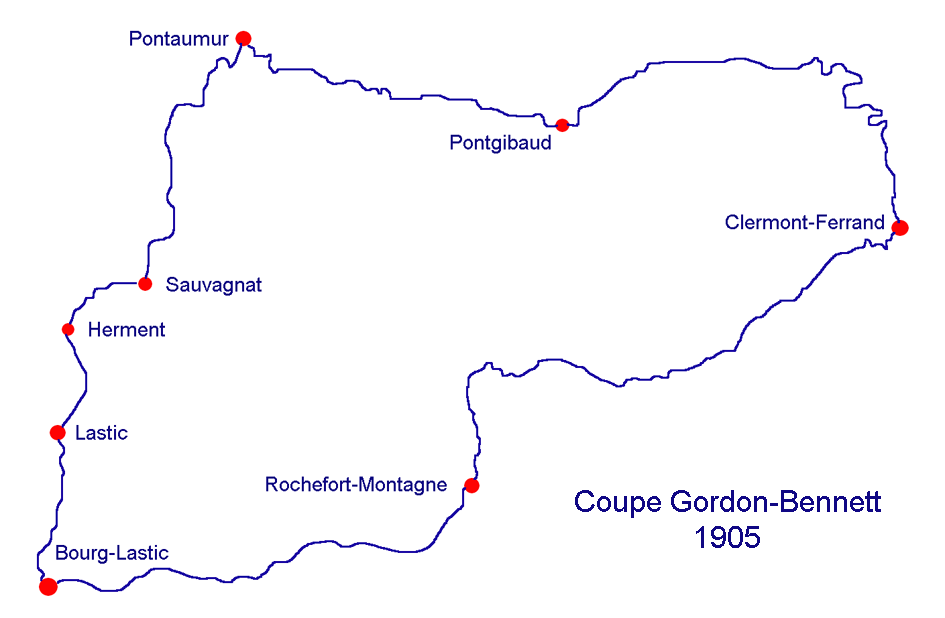
Carrera Gordon Bennett de 1905 – Francia

En 1905, The Times informó sobre la última de las seis Carreras de la Copa Gordon-Bennett, que tuvo lugar en Francia el 5 de julio en un circuito montañoso de 137 km en Auvernia, cerca de Clermont-Ferrand. Después de cuatro vueltas al circuito, con un total de 548 km (que completó en 7hr 2min 42sec, a una velocidad media de 77.78 km/h), el francés Léon Théry en un vehículo Richard-Brasier de 96 hp, ganó por segundo año consecutivo. 
Lancia, corriendo con un Fiat por Italia, fue el más rápido en las dos primeras vueltas, pero sufrió una avería por problemas en el radiador durante su tercera vuelta. Théry finalmente llegó primero delante de Nazzaro, también en un FIAT, que terminó en un tiempo de 7hr 19min 9sec.
Los cronógrafos para el evento fueron suministrados de nuevo por Stauffer Son & Co.
La carrera se inició a las puertas de la sede de Michelin en Clermont-Ferrand, y cuatro coches equipados con sus neumáticos coparon las cuatro primeras plazas.

## Ganadores

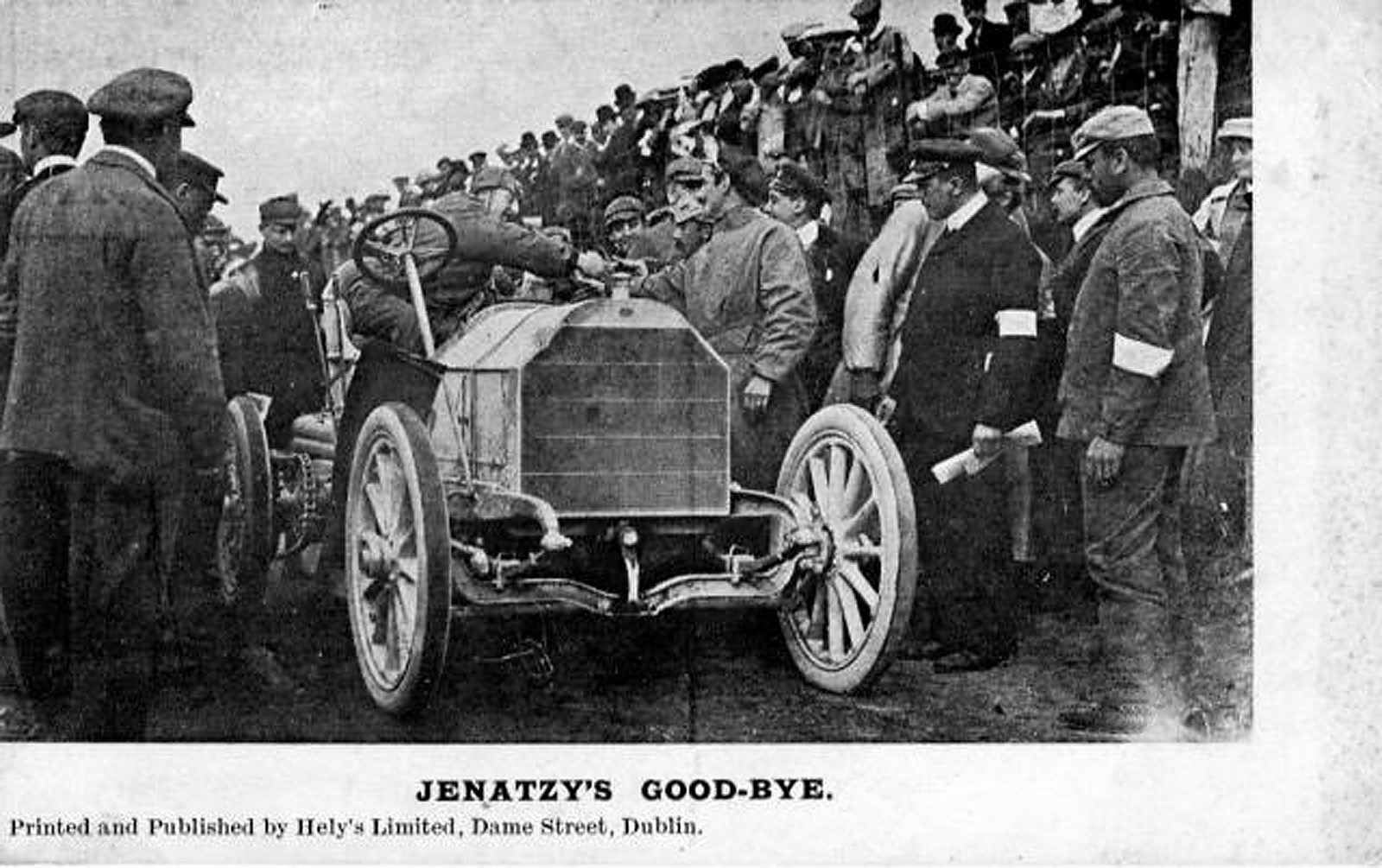
Jenatzy, ganador de 1903

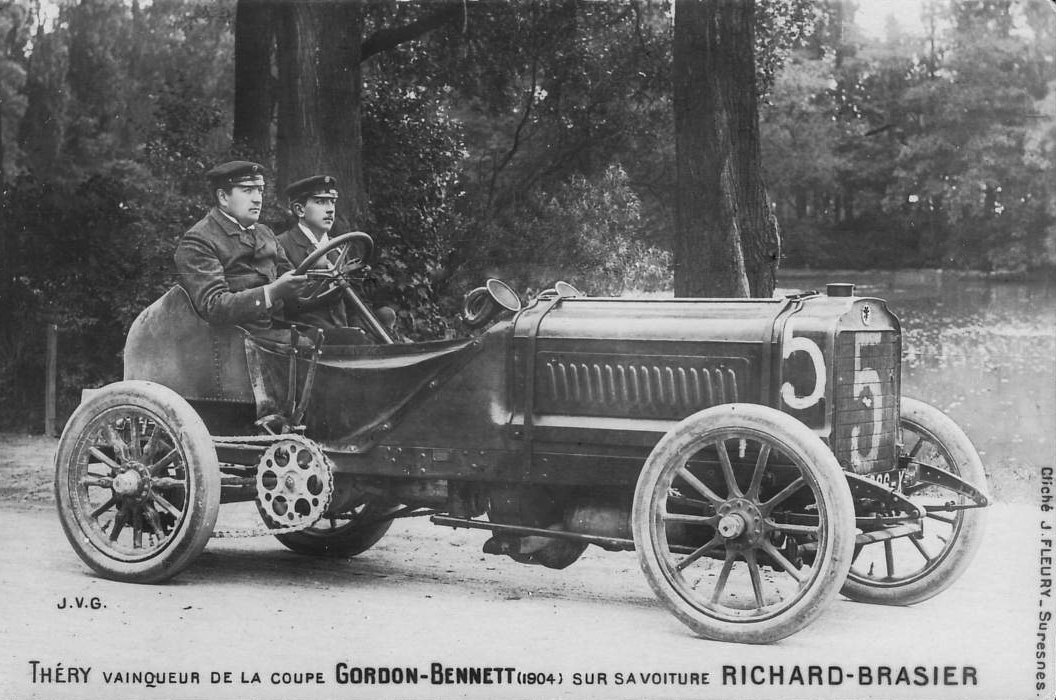
Théry, ganador en 1904 y 1905

| Año  | Circuito                                     | Ganador         | Automóvil       | País        |
| ---- | -------------------------------------------- | --------------- | --------------- | ----------- |
| 1900 | París - Lyon, Francia                        | Fernand Charron | Panhard         | Francia     |
| 1901 | París - Burdeos, Francia                     | Léonce Girardot | Panhard         | Francia     |
| 1902 | París - Innsbruck, Austria                   | Selwyn Edge     | Napier          | Reino Unido |
| 1903 | Athy, Kildare/Laois, Irlanda, ( Reino Unido) | Camille Jenatzy | Mercedes        | Alemania    |
| 1904 | Cordillera del Taunus en Alemania            | Léon Théry      | Richard-Brasier | Francia     |
| 1905 | Auvernia, Clermont-Ferrand, Francia          | Léon Théry      | Richard-Brasier | Francia     |